# 貝齊布卡河

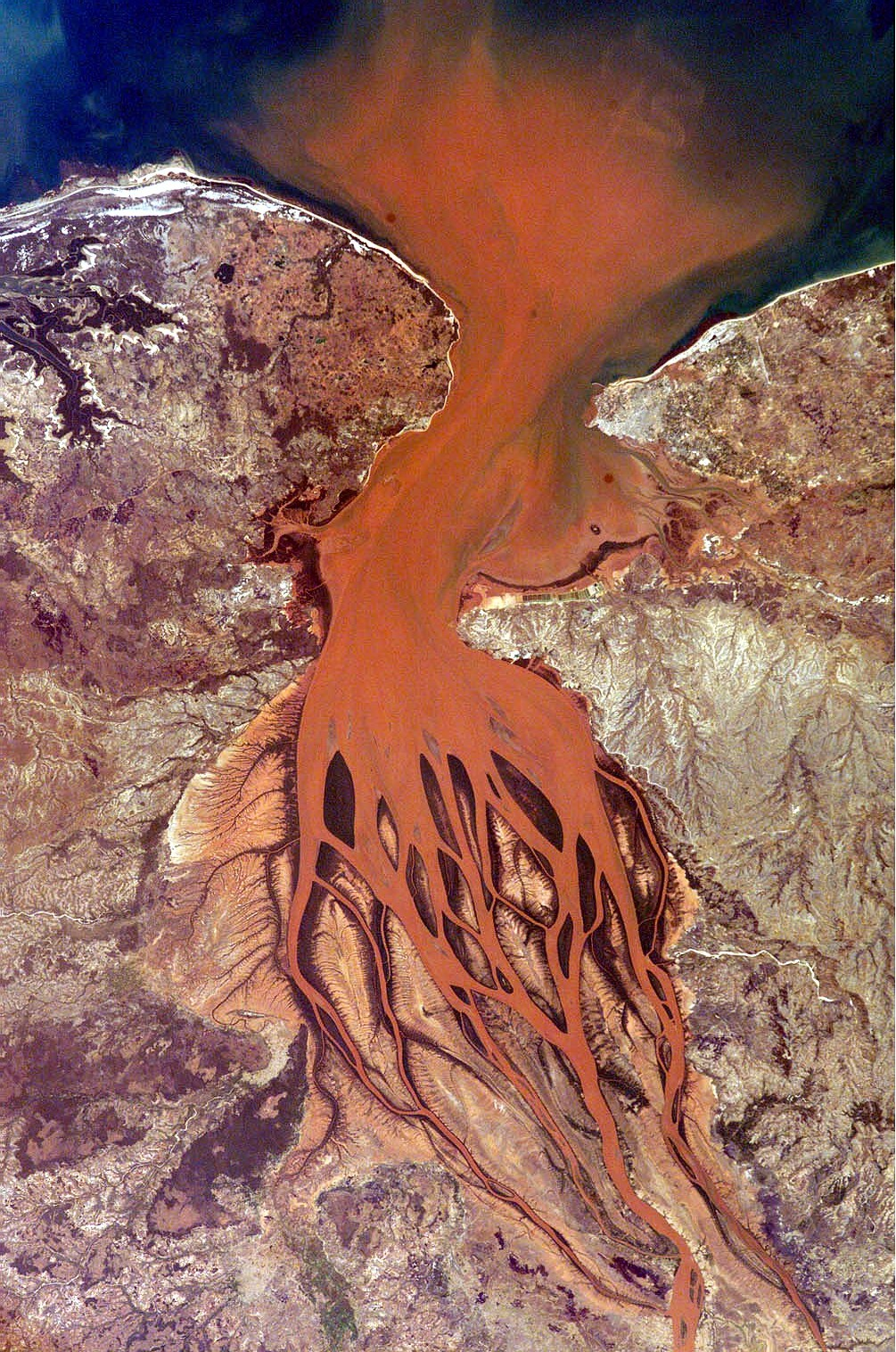
貝齊布卡河的衛星影像

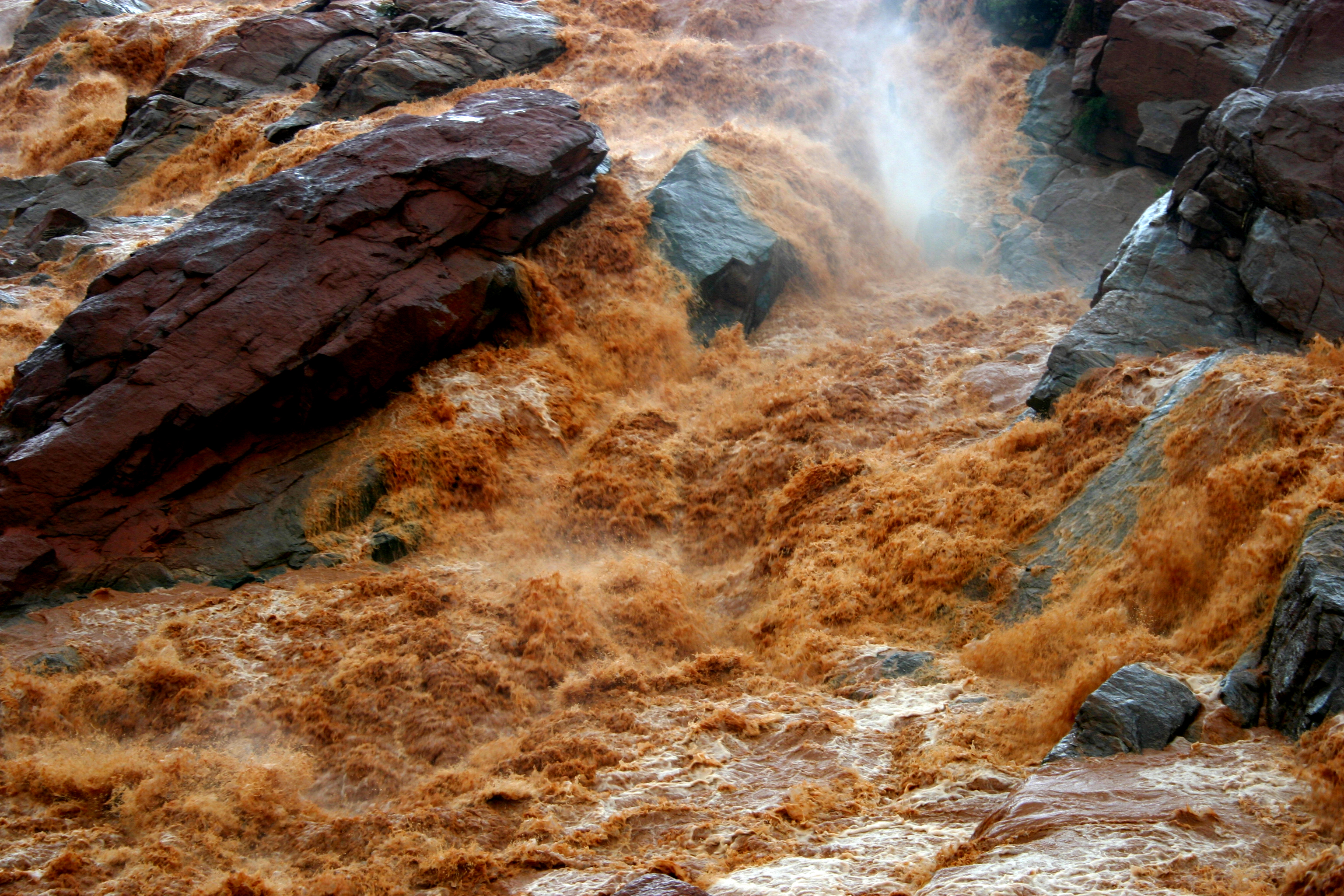
貝齊布卡河

貝齊布卡河是馬達加斯加中北部的河流，從發源地往西北方向流動，最终在马哈赞加附近注入莫桑比克海峡，河道全長525公里，水流湍急，河水因沉澱物呈現紅色，大部分沉澱物在河口處聚集，形成三角洲，多汊流:887。由於過去50年內過度森林開伐，每年泥土流失量達每公頃250公噸，是全球泥土侵蝕最嚴重的地區。

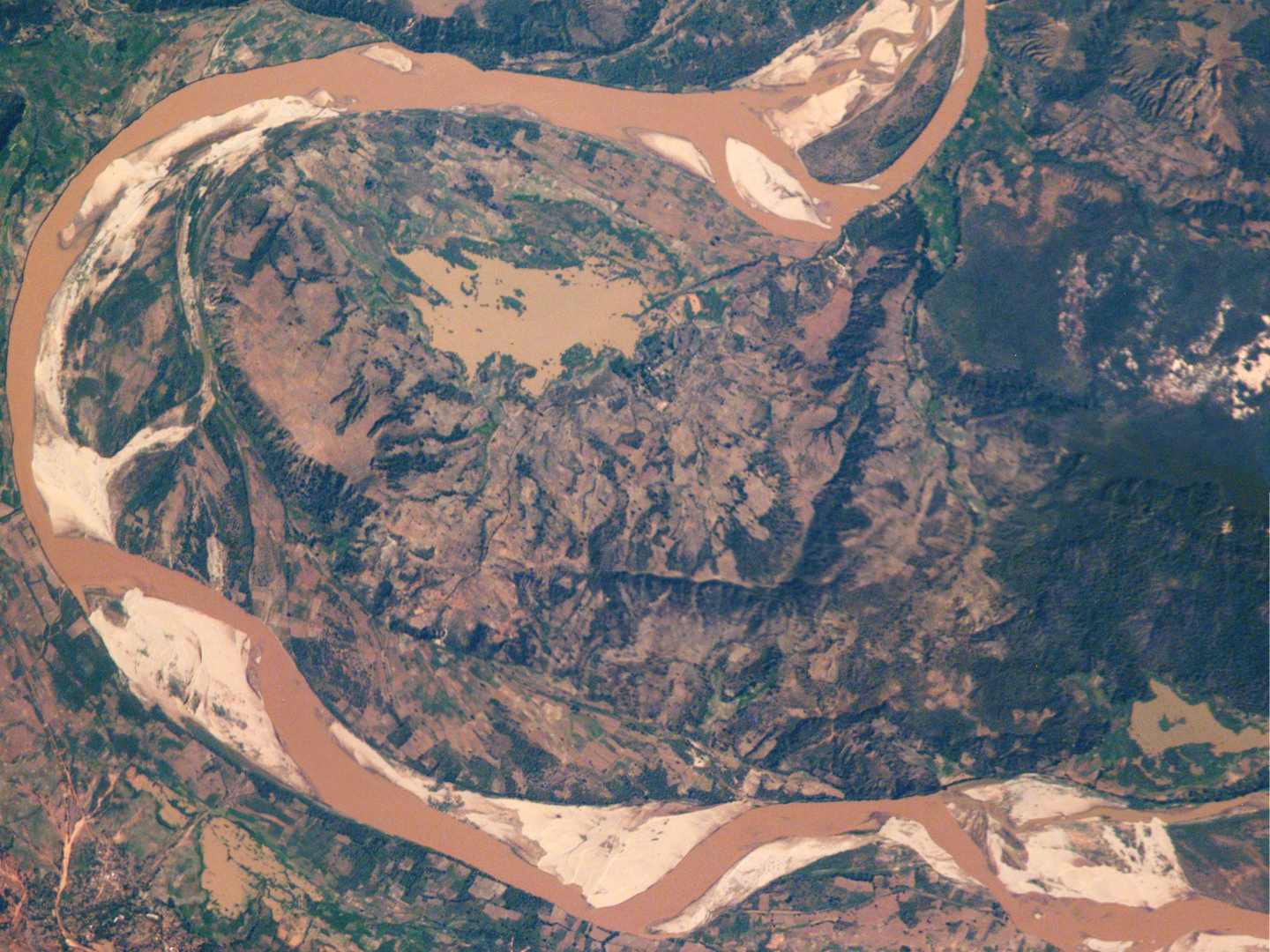
正常情況下的貝齊布卡河
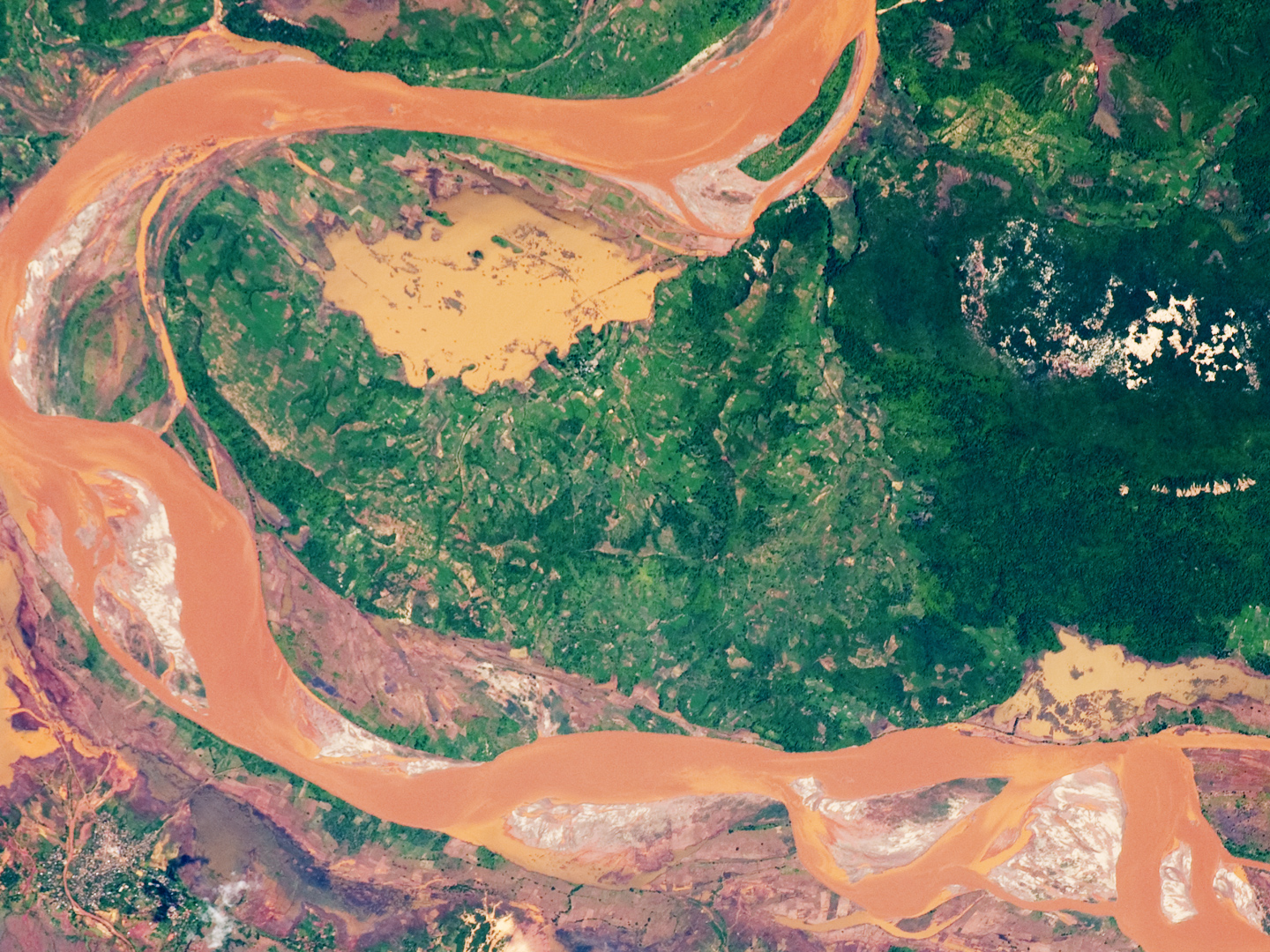
河水氾濫的貝齊布卡河